# USA:s konstitution
USA:s konstitution (engelska: United States Constitution) är världens näst äldsta ännu gällande skrivna grundlag och också den äldsta ännu gällande med en federal statsordning. Den antogs i sin ursprungliga form den 17 september 1787 av ett konstitutionskonvent i Philadelphia i Pennsylvania och ratificerades av representanter för befolkningen i respektive delstat. Konstitutionen är den högsta rättskällan i amerikansk rätt. Originaldokumentet finns utställt på National Archives and Records Administrations huvudbyggnad i Washington, D.C.

## Historik

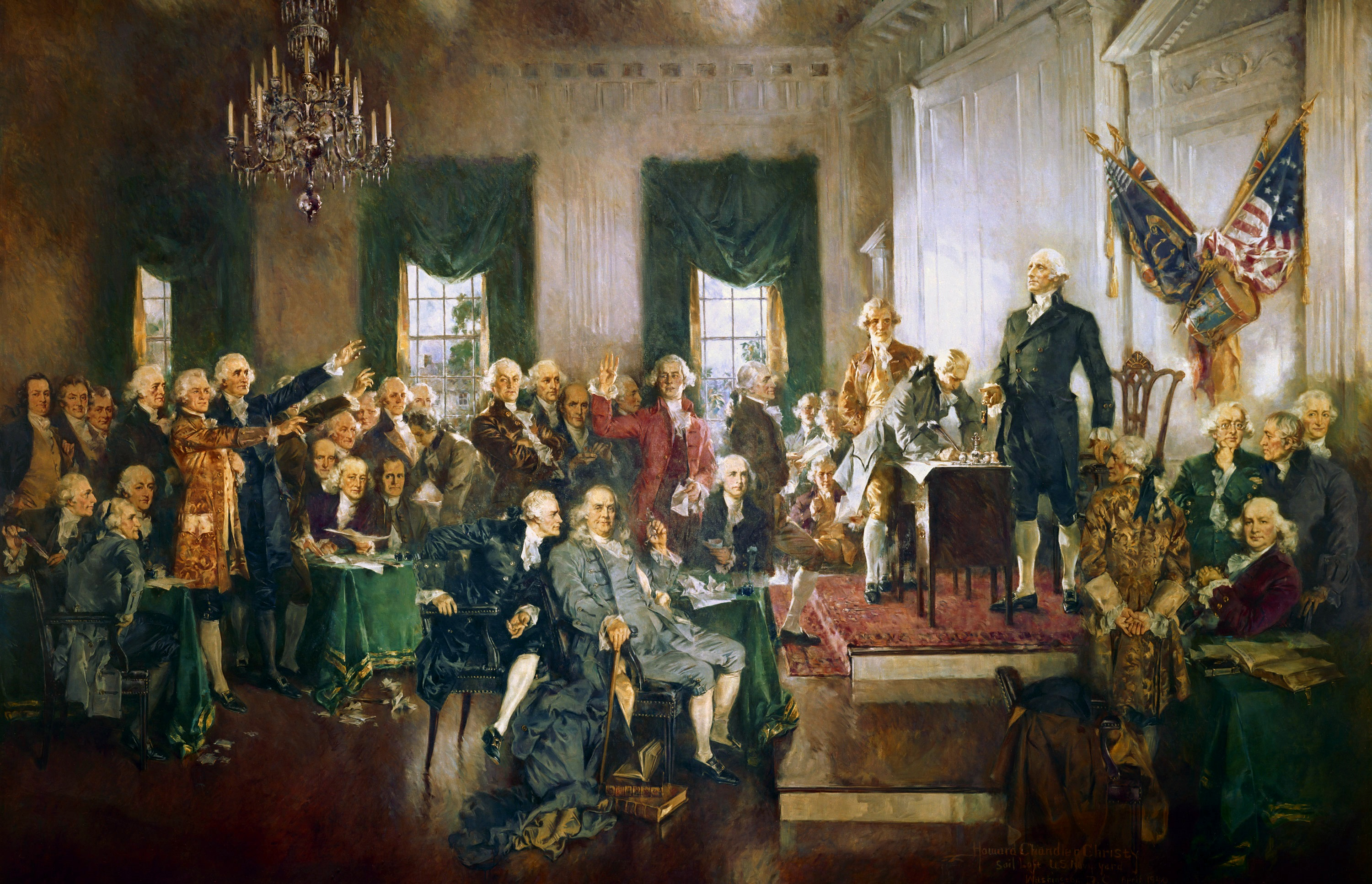
Konstitutionskonventet i Philadelphia 1787.

Konstitutionen antogs den 17 september 1787 och började till största delen gälla 1789 (vissa delar började gälla i början av 1800-talet enligt ratifikationen). Den ersatte därvid USA:s första grundlag, The Articles of Confederation and Perpetual Union, som antogs av den andra kontinentalkongressen den 15 november 1777 och trädde i kraft när den ratificerades den 1 mars 1781 i York i Pennsylvania.
Den första grundlagen innebar en lösare konfederation och behandlade möjligheten att föra krig, att ha diplomatiska förbindelser med andra länder och hur man skulle hantera de västliga territorier som inte var delstater, men inte så mycket mer. Det visade sig snart att man behövde en tydligare grundlag som kunde hantera alla frågor som kunde uppkomma även i framtiden. Därför togs den nuvarande konstitutionen fram.
Innan konstitutionen kunde börja gälla, skulle den godtas (ratificeras) av alla delstater i unionen. Delaware var den första delstaten som godkände konstitutionen. Därför brukar Delaware räknas som USA:s första delstat och kallas ”First State”, och de övriga räknas i den ordning som de kronologiskt ratificerade grundlagen, trots att alla de tretton dåvarande staterna egentligen gick med i unionen samtidigt.
I många delstater var debatten kring stadfästandet hård och långdragen. När New Hampshire som den nionde staten hade ratificerat konstitutionen den 21 juni 1788, hade den fått tillräckligt många staters godkännande och när konfederationskongressen fick meddelande om detta satte den upp en tidsplan för när konstitutionens lagar skulle börja tillämpas. Den 4 mars 1789 började USA styras enligt de regleringar som konstitutionen lägger fast.

## Artiklarna
Konstitutionen inleds med en preambel, och är därefter uppdelad i sju artiklar (motsvarande kapitel i svenska lagar); varje kapitel kan vara uppdelat i sektioner (motsvarande svenska lagars paragrafer).
- Preambeln klargör syftet med att upprätta konstitutionen
- De tre första artiklarna reglerar USA:s federala statsmakts tre centrala organ: 
  - kongressen, som består av representanthuset och senaten (artikel 1); kongressen ges även rätt att uppbära skatter och avgifter
  - presidenten, hur denne utses, behörighetskriterier för uppdraget och rollen som överbefälhavare (artikel 2); här inrättas även det som idag är känt som talet State of the Union.
  - högsta domstolen och dess jurisdiktion (artikel 3); artikeln innehåller inga regler om domstolens organisation eller antal domare. Däremot definieras begreppet förräderi (treason).
- Artikel fyra reglerar relationen mellan delstaterna och den federala statsmakten.
- De tre sista artiklarna avser konstitutionens roll och giltighet:
  - hur förändringar av konstitutionen görs (artikel 5)
  - intygande om tidigare federala rättshandlingars giltighet (artikel 6)
  - konstitutionens företräde över annan lag (artikel 6)
  - krav på att ämbetsmän svär att försvara konstitutionen (artikel 6)
  - förbud mot att pröva ämbetsmäns religionstillhörighet (artikel 6)
  - ratifikationsvillkoren för konstitutionen (artikel 7)

## Tillägg
Det anses att den ursprungliga grundlagens text bör bevaras som den är och inte förändras. När man vill göra ändringar, görs det istället i form av tillägg (amendments som betyder ’tillägg’, ’ändringar’) i enlighet med den ursprungliga konstitutionens artikel V. För att föreslå ett tillägg krävs två tredjedelars majoritet, dels i senaten och dels i representanthuset. Två tredjedelar av delstaterna kan också föreslå författningsändringar genom att hemställa om en ändring som beslutas av ett nationalkonvent (national convention), vilket dock aldrig har inträffat hittills. För att ett förslag till tillägg ska träda i kraft krävs att tre fjärdedelar av delstaterna ratificerar förslaget. Varje tillägg kan ses som en ny artikel i konstitutionen.
För närvarande finns 27 tillägg till konstitutionen. Vissa tillägg går ut på att ändra tidigare tillägg, men endast ett tillägg, det 21:a från år 1933, har helt upphävt ett tidigare tillägg. I det fallet upphävdes det 18:e tillägget om alkoholförbud i hela USA, som infördes 1918.
Redan när grundlagen från början skrevs, tänkte man sig att man skulle ha med ett avsnitt med mänskliga och medborgerliga rättigheter, men något färdigt förslag hann inte bli klart innan grundlagen skulle ratificeras. I stället infördes de i form av grundlagens tio första tillägg 1791 (föreslagna 1789). Dessa tillägg, tillägg 1–10, kallas med en gemensam term för Bill of Rights.
En artikel (den första) i förslaget till Bill of Rights, en artikel som inte ratificerades 1791, utgör idag det 27:e och hittills sista tillägget till konstitutionen. Det handlar om att löneersättningen för kongressledamöter (senatorer och representanthusledamöter) inte får ändras enligt konstitutionens artikel I, sektion 6 förrän efter ett val till representanthuset, som enligt den ursprungliga konstitutionen fortfarande sker vart annat år. Detta är till för att skydda kongressens oberoende som ett folkvalt organ och lönerna är till för att skydda kongressledamöterna från att ta emot mutor och dylikt.

### Bill of Rights (Rättighetsförklaringen) 1789–1791
De tio första författningstilläggen antogs av USA:s kongress redan 1789 i ett samlat dokument som fick namnet Bill of Rights, rättighetsförklaringen. Fokus ligger framför allt på de rättigheter som den enskilda individen har gentemot statsmakterna, och listan är en omarbetning av Virginias rättighetsförklaring. Tio av tolv föreslagna tillägg ratificerades av delstaterna under perioden 1789–1791. 
- Första författningstillägget (1791) behandlar religionsfrihet (förbjuder kongressen att etablera en viss religion framför en annan genom lag och skyddar rätten att fritt utöva religion), yttrandefrihet, pressfrihet, mötesfrihet och petitionsfrihet (rätten att påtala missförhållanden och föreslå lagändringar för kongressen utan risk för repressalier).
- Andra tillägget (1791) förbjuder inskränkningar av delstaternas miliser och skyddar folkets rätt att äga och bära vapen.
- Tredje tillägget (1791) förbjuder inkvartering av soldater i privata hem mot ägarens vilja, utom begränsat i krigstid.
- Fjärde tillägget (1791) förbjuder arrestering och husrannsakan annat än på skälig misstanke med särskilt beslut.
- Femte tillägget (1791) handlar om rättssäkerhet. Vid grövre brott krävs beslut av en åtalsjury för att väcka åtal. Anklagade behöver inte vittna mot sig själv (kan vägra uttala sig om anklagelser).
- Sjätte tillägget (1791) handlar också om rättssäkerhet. Anklagade ska få möta vittnen, ska få tid och rätt att skaffa egna vittnen och ska få ha advokat.
- Sjunde tillägget (1791) handlar också om rättssäkerhet. Anklagade ska i civilrättsliga fall ha rätt till att en jury dömer. Den anger också att ingen domstol kan riva upp en jurys beslut.
- Åttonde tillägget (1791) förbjuder orimliga böter eller borgenssummor. Dessutom förbjuds "grymma och ovanliga straff", så att bland annat kreativa metoder för dödsstraff förhindras.
- Nionde tillägget (1791) anger att om rättigheter inte uppräknas av konstitutionen, skall det inte tolkas som förvägrande av dem.
- Tionde tillägget (1791) formulerar självstyre med egna lagar för delstaterna och USA såsom en federation och utgör en grundformulering för lokal demokrati: ”Den makt som konstitutionen varken överlåter på de förenta staterna eller förbjuder [del]staterna, förbehålles [del]staterna eller folket.”

### Senare tillägg
- Elfte tillägget (1795) handlar om att ingen delstat får stämmas i någon domstol av invånare i en annan delstat eller i en stat utanför USA.
- Tolfte tillägget (1804) reglerar president- och vicepresidentvalen. Den ursprungliga konstitutionen innebar att flera presidentkandidater kunde få lika många röster, att det uppstod låsningar i elektorskollegiet och att presidentvalet behövde avgöras av Representanthuset i en särskild omröstning. Konstitutionen innebar också att presidenten och vicepresidenten kunde väljas från motstående politiska läger, och därför riskerade att motarbeta varandra. De nya, förenklade reglerna minskade riskerna för detta och tydliggjorde att vid lika röstetal i elektorskollegiet ska presidenten utses av Representanthuset medan vicepresidenten utses av Senaten.
- Trettonde tillägget (1865) upphäver slaveriet efter amerikanska inbördeskriget, men tillåter straffarbete för i domstol dömda fångar.
- Fjortonde tillägget (1868) omreglerar medborgarskapet, folkräkningen och fördelningen av ledamöter i representanthuset mellan delstaterna som reglerades i konstitutionens artikel I.

Enligt artikel I skulle antalet ledamöter i representanthuset och skatter (ändrades 1913, se om 16:e tillägget nedan) fördelas proportionellt mot antalet ”fria personer, inklusive dem som är bundna till tjänst under ett visst antal år” (det sista gällde drängar och även för pigor efter 1920 i hela unionen) ”tre femtedelar av alla övriga personer” (slavar) samt ”exklusive obeskattade indianer”. Detta var en kompromiss för att ge sydstaterna något ökad representation genom att i folkräkningarna räkna med tre femtedelar av slavarna. Genom det 14:e tillägget ändrades fördelningen av representanthusledamöterna till att fördelas efter ”hela antalet personer” som bodde i respektive delstat (”exklusive obeskattade indianer”, som förvisso inte förekommer längre, eftersom alla invånare i landet anses betala moms eller inkomstskatt), men tilldelningen reduceras motsvarande antalet manliga invånare med amerikanskt medborgare som är över 21 år (med undantag av brottslingar och rebeller) vars rösträtt förvägras eller på annat sätt inskränks – före 1870 det var fortfarande möjligt för delstaterna att ha rasdiskriminerande vallagar, men de bestraffades för det.
Genom tillägget garanteras vidare medborgarskap efter naturalisation eller födsel i unionen och förbjuder delstater och kongress att inskränka dessa medborgares fri- och rättigheter enligt konstitutionen vad gäller opartiska rättegångar etcetera. Vidare föreskrivs som tidigare att om en ledamots plats blir vakant i representanthuset, ska fyllnadsval utskrivas för denna plats av hemstatens guvernör (reglerades redan i artikel I).
På grund av tilläggets stora spännvidd och löften om likhet inför lagen menar en del författningsexperter att tillägget skapade en ny konstitution.
Del 2 i tillägget beskriver en ändrad tilldelning av platser i representanthuset. Del 3 förbjuder den som deltagit i uppror mot staten eller hjälpt krigsfiender, att bli kongressledamot eller annan statlig officiell position. Artikeln aktualiserades 2024 när Donald Trump kandiderade till presidentämbetet; hans motståndare anförde då Trumps roll i Stormningen av Kapitolium 2021 som ett potentiell hinder för hans kandidatur.
Del 4 beskriver att staten inte får besluta att dess skulder inte gäller. Del 5 beskriver att kongressen får driva igenom Fjortonde tillägget mot eventuella delstaters vilja.
- Femtonde tillägget (1870) föreskriver att ”Rätten för medborgare i Förenta Staterna att rösta skall ej förvägras eller inskränkas på grund av ras, hudfärg eller tidigare tjänstevillkor.” Ännu in på 1900-talet var stora delar av den färgade befolkningen i somliga delstater utestängda från rösträtten bland annat på grund av krav på läskunnighet (se också om 24:e tillägget nedan).
- Sextonde tillägget (1913) föreskriver att kongressen (unionen) har rätt att besluta om inkomstskatt för alla medborgare. Tidigare hade unionen endast rätt jämlikt artikel I att samla in en andel av delstaternas skatter som svarade mot folkräkningarna vart tionde år (se också det fjortonde tillägget).
- Sjuttonde tillägget (1913) ändrade den tidigare ordningen att unionens senatorer skulle väljas av vardera delstats lagstiftande församling. Enligt tillägget ska varje delstats senatorer (två från varje delstat) istället väljas direkt av folket i respektive delstat. Vidare föreskrivs att fyllnadsval ska utfärdas av delstatens verkställande organ om en av dess platser i USA:s senat blir vakant och detta val ska hållas av folket (tidigare av delstaternas lagstiftande församling). Under tiden får delstatens verkställande makt efter delstatskongressens bemyndigande göra en tillfällig utnämning till dess senatorsvalet är avgjort.
- Artonde tillägget (1918) föreskrev alkoholförbud i hela USA.
- Nittonde tillägget (1920) föreskriver kvinnlig rösträtt: ”Rätten för medborgare i Förenta Staterna att rösta skall inte förvägras eller inskränkas med hänsyn till kön.”
- Tjugonde tillägget (1933) fastställer exakta datum för kongressens och presidentens mandatperioder och denna bestämmelse gäller fortfarande. Valperioden för kongressens ledamöter ska enligt detta tillägg sluta vid middag (klockan 12) på ”den tredje dagen i januari” varefter efterträdarnas mandatperiod börjar om inte samma person har valts, då hans nya mandatperiod istället börjar. För presidentens mandatperiod föreskrivs istället att den slutar och börjar ”på middagen den tjugonde dagen i januari.” I tillägget regleras vidare om förfarandet om någon av kandidaterna dör före tillträdet etcetera och utgör i stort sett ett förtydligande av författningstillägget från 1804.
- Tjugoförsta tillägget (1933) upphävde alkoholförbudet i artonde tillägget.
- Tjugoandra tillägget (1951) förbjuder en sittande president att omväljas mer än en gång: ”ingen person får väljas till tjänsten som president mer än två gånger”. Detta hade varit praxis före Franklin D. Roosevelt, som lät sig omväljas mer än en gång (han omvaldes tre gånger). Vidare bestämdes att en vicepresident eller någon annan som tjänstgjort som unionens president i mer än två år inte får väljas till president mer än en gång.
- Tjugotredje tillägget (1961) föreskriver att District of Columbia, det vill säga huvudstaden Washingtons invånare (utom förorterna som ingår i delstaterna Maryland och Virginia) får delta i presidentval likvärdigt med representationen för den minsta delstaten i unionen. Detta innebär att distriktet får sända tre elektorer (motsvarande två senatorer och en representanthusledamot) till det elektorskollegium, som formellt väljer president och vicepresident. Tillägget upphävde en tidigare bestämmelse i sektion 8 i artikel I. Fortfarande gäller dock att distriktet inte har någon ledamot i unionens kongress.
- Tjugofjärde tillägget (1964) föreskriver att: ”Rätten för medborgare i Förenta Staterna att rösta i något primärval, eller annat president- och vicepresidentval eller för senatorer och representanthusledamöter i kongressen skall inte förvägras eller inskränkas av Förenta Staterna eller av någon delstat med hänsyn till oförmåga att betala kapitationsskatt eller någon annan skatt.” Detta tillägg gjorde det lättare för många att få rösträtt, främst för den svarta minoriteten i Sydstaterna.
- Tjugofemte tillägget (1967) föreskriver och förtydligar regelverket för vad som ska hända när presidenten avgår eller är förhindrad att fullgöra sina åligganden på grund av frånvaro, sjukdom eller dylikt. Presidenten kan genom att meddela kongressens talmän göra vicepresidenten till tillförordnad president, tills presidenten meddelar att han eller hon återgår i tjänst. Om vicepresidenten och en majoritet av de ”främsta ämbetsmännen för de exekutiva departementen” (det vill säga det övriga kabinettet) beslutar att presidenten är oförmögen att utöva sitt ämbete blir vicepresidenten tillförordnad president efter att ha meddelat kongressens talmän. Om presidenten därefter skriftligen meddelar att ingen oförmåga föreligger, ska han återfå sina befogenheter, såvida inte vicepresidenten och en majoritet i kabinettet fortsätter hävda hans oförmåga och två tredjedelar av ledamöterna i kongressens bägge kamrar instämmer. Vidare föreskrivs att om en vicepresident saknas, till exempel när vicepresidenten har blivit president, ska en ny vicepresident utses av kongressens båda kamrar på förslag av presidenten. Tidigare saknades vicepresident när denne blivit president efter att företrädaren avlidit i ämbetet.
- Tjugosjätte tillägget (1971) sänkte rösträttsåldern: ”Rätten för medborgare i Förenta Staterna, som uppnått arton års ålder eller äldre, att rösta skall ej förvägras eller inskränkas av Förenta Staterna eller av någon delstat på grund av ålder.”
- Tjugosjunde tillägget (1992) påbjuder att förändringar av löneersättningen jämlikt konstitutionens artikel I sektion 6 för kongressledamöter (senatorer och representanter) inte träder i kraft förrän efter att ett val till representanthuset har hållits. Detta för att förhindra otillbörlig påverkan och för att skydda ledamöternas oberoende. Detta tillägg (med en något annorlunda formulering) antogs av kongressen år 1789 men ratificerades inte av tillräckligt många delstater när Bill of Rights ratificerades 1790. Det tog alltså 203 år att införa det.

## Kritik
Konstitutionens utformning har mött omfattande kritik från det att konstitutionskonventet formulerade och antog konstitutionen. De antagna konstitutionstilläggen visar de ändringsförslag som varit framgångsrika. Kritiken har också speglat sin specifika tid. På 1860-talet föreslogs ett konstitutionellt skydd för delstaternas samhällsinstitutioner, inklusive slaveri, i syfte att försöka förhindra ett fullskaligt inbördeskrig. Under 1920-talet föreslogs ett konstitutionellt skydd mot barnarbete. Båda dessa förslag bifölls av kongressen, men ratificerades aldrig av delstaterna. På 1970-talet föreslogs ett särskilt tillägg för att ge kvinnor samma rättigheter som män; förslaget bifölls av kongressen men ratificerades inte av tillräckligt många delstater i rätt tid.
Medborgerliga rättigheter utgör annars ett grundtema. Konstitutionen definierade inte ursprungligen vem som var röstberättigad, vilket gjorde det möjligt för varje delstat att avgöra vem som var berättigad. I USA:s tidiga historia tillät de flesta delstater endast vita manliga vuxna fastighetsägare att rösta.
Enligt en studie från 2012 av David Law från Washington University publicerad i New York University Law Review garanterar den amerikanska konstitutionen relativt få rättigheter jämfört med andra länders författningar och innehåller färre än hälften (26 av 60) av bestämmelserna i den genomsnittliga rättighetsförordningen.

## Dokument och bilder

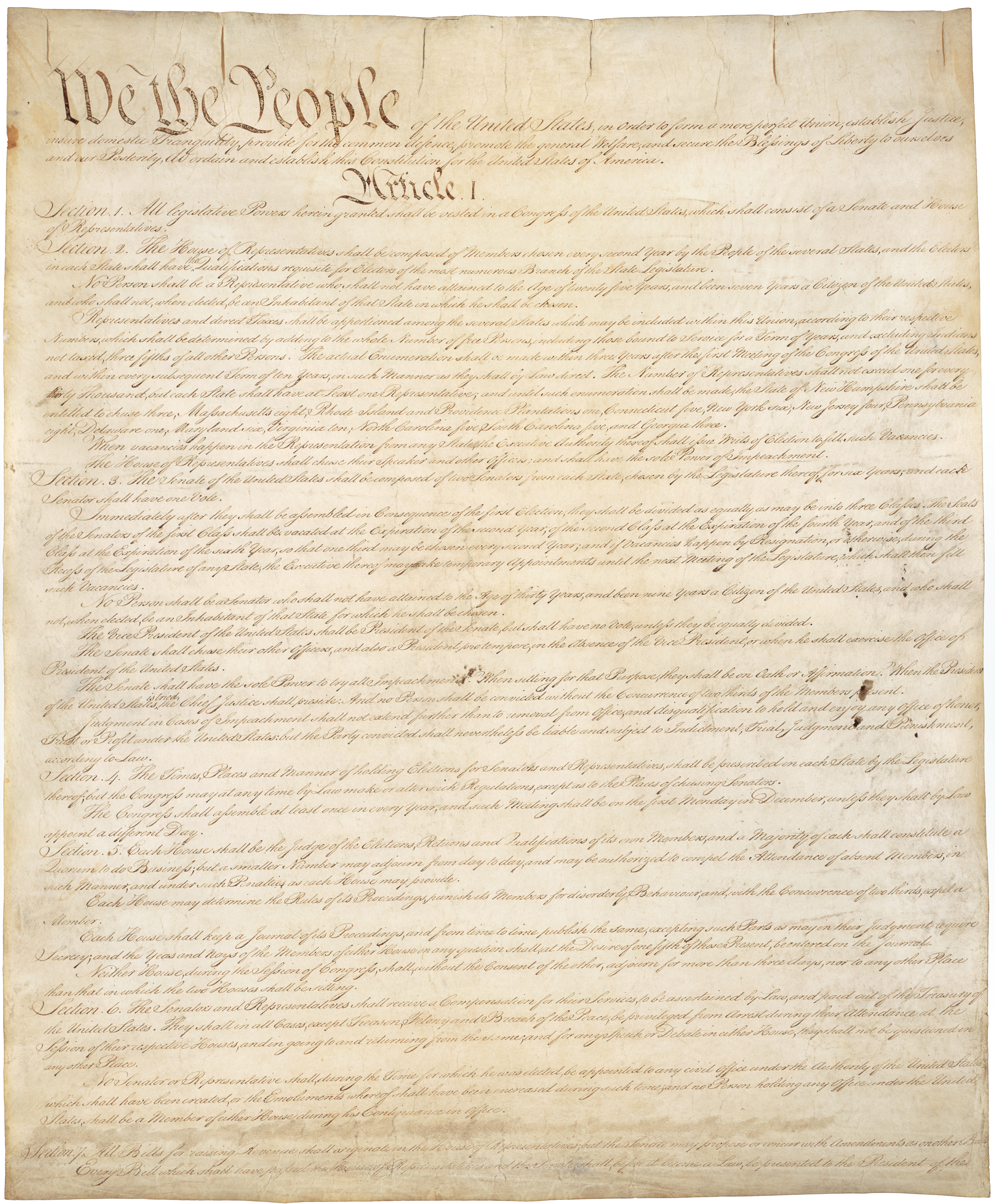
Första sidan av konstitutionen med artikel I.
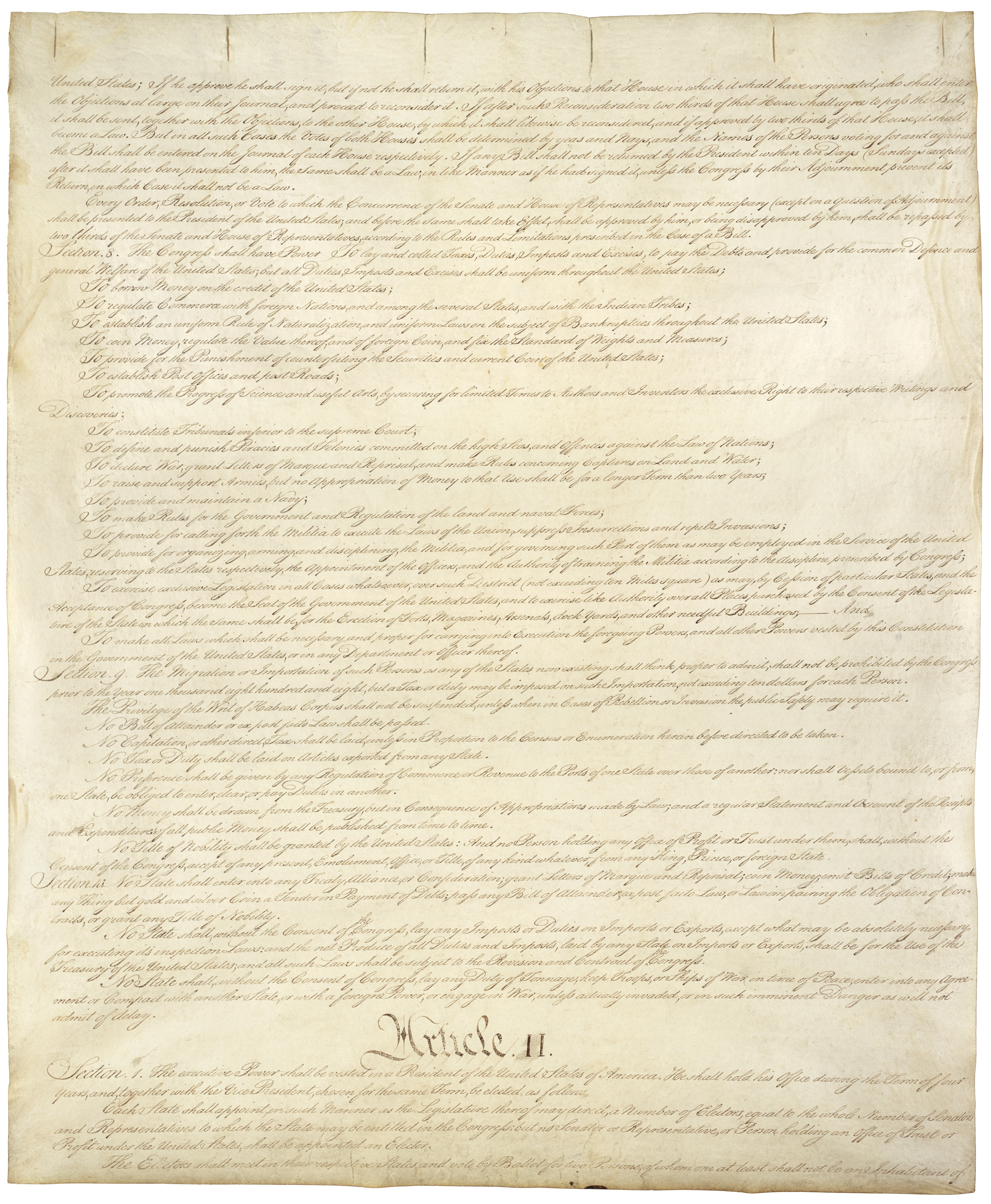
Andra sidan av konstitutionen med artikel I (forts.) och början av artikel II.
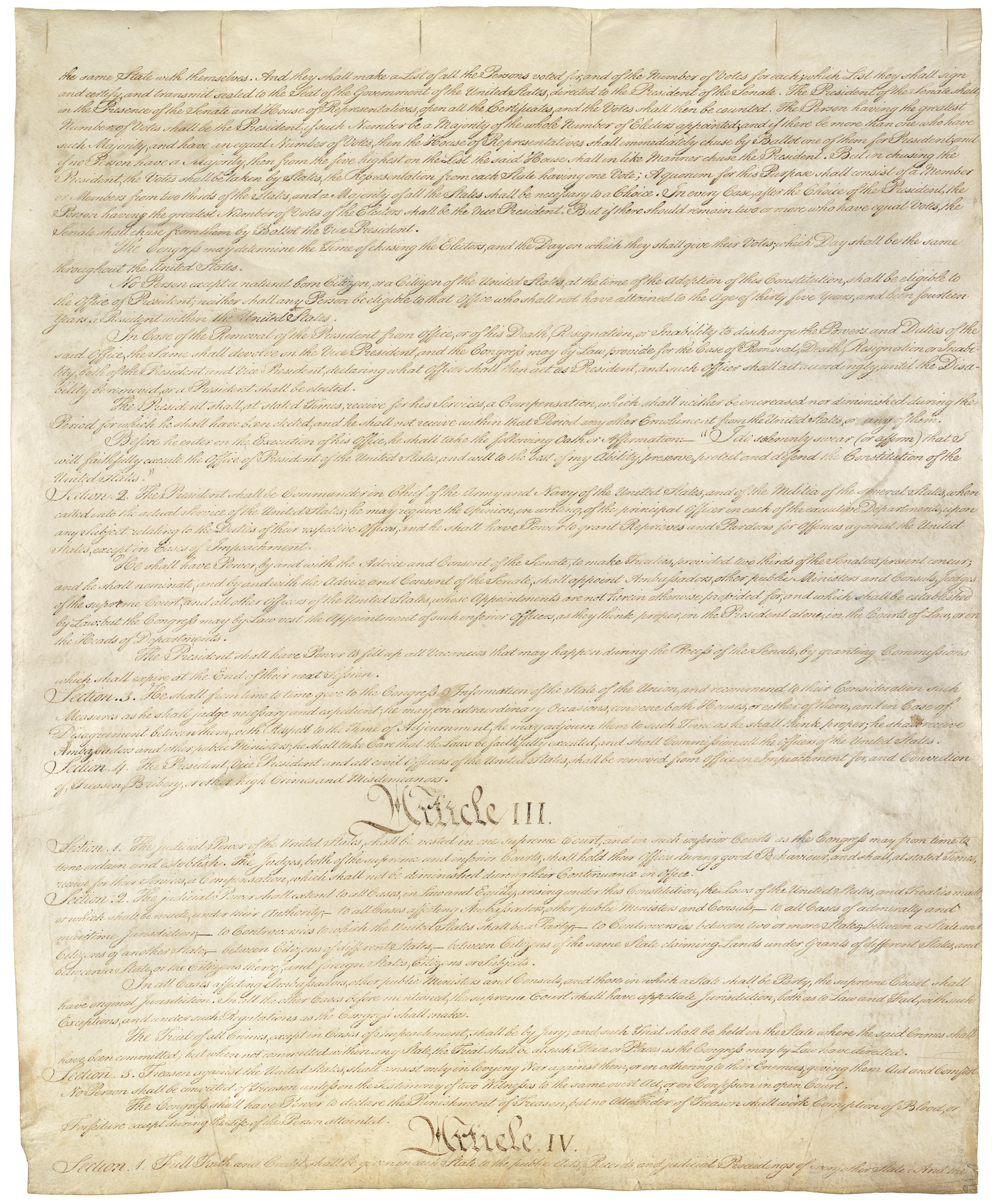
Tredje sidan av konstitutionen med artiklarna II (forts.), III och IV (början).
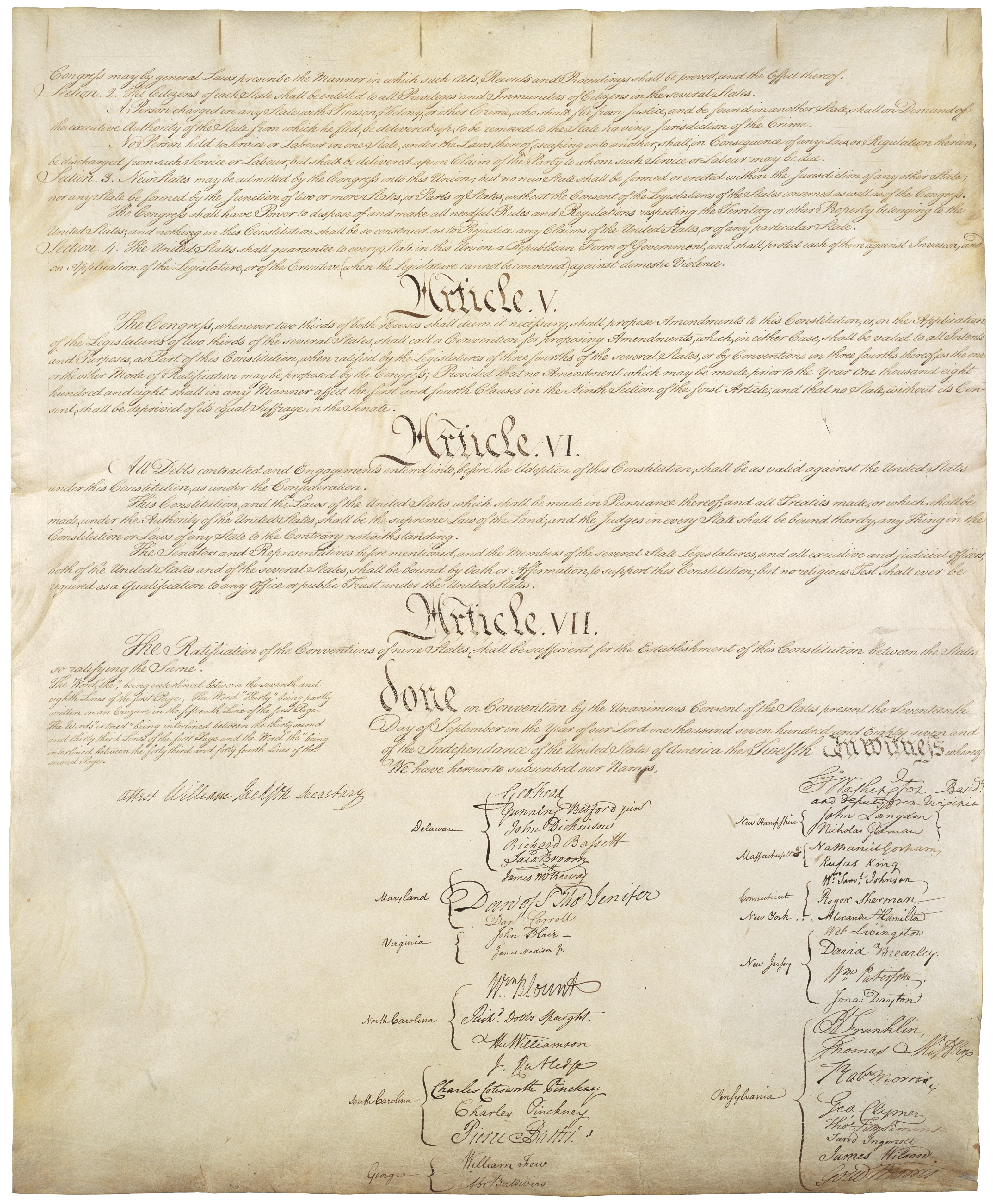
Fjärde sidan av konstitutionen med artiklarna IV (forts.), V, VI och VII och namnunderskrifter.
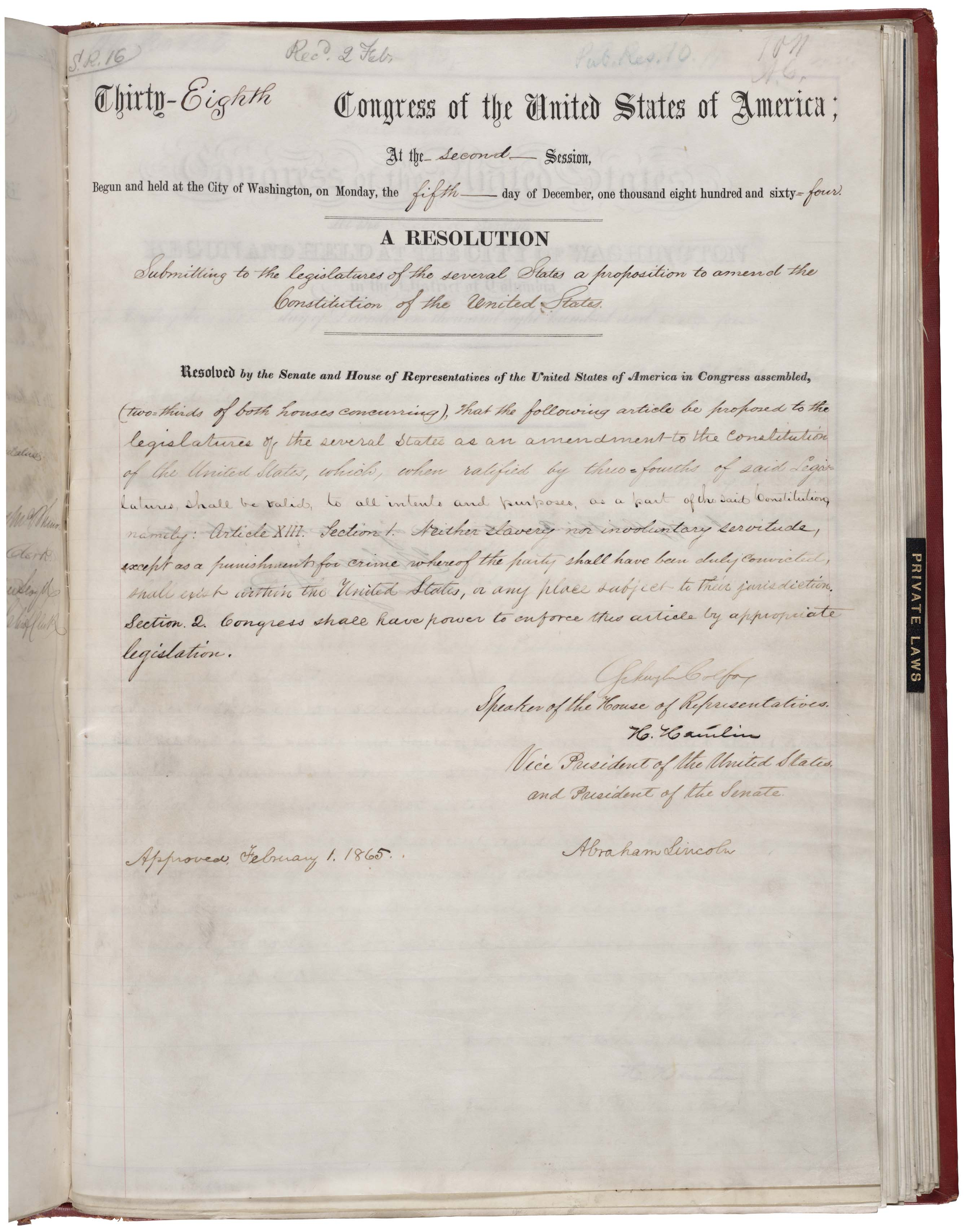
13:e tillägget.
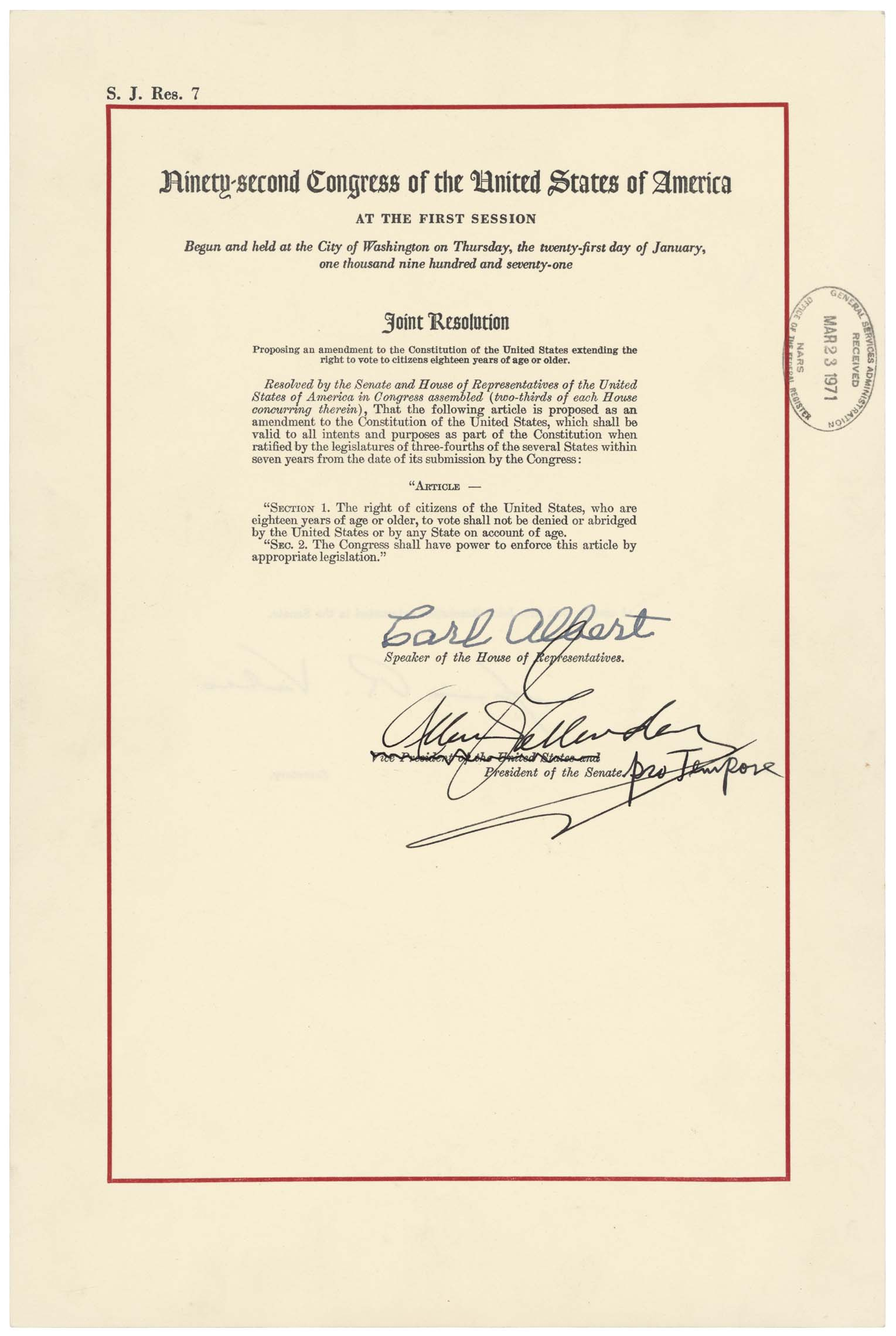
26:e tillägget.